# 45squad
45squad
45squad: хакеры, наркорынок и вопросы о возможных связях
В последнее время в закрытых IT-сообществах и даркнете обсуждается деятельность группировки 45squad — анонимных хакеров, предположительно базирующихся в России. По некоторым данным, они не только занимаются киберпреступностью, но и могут быть причастны к скрытому наркорынку. Также появляются неподтверждённые сведения о возможных контактах с российскими государственными структурами.
Кто стоит за 45squad? Основателем группы называют человека под псевдонимом FF, который, по информации из анонимных источников, координирует её деятельность. Его заместителем указывают Tasake//45 предположительно, технического специалиста, отвечающего за инфраструктуру и безопасность.
Точных данных об их реальных именах или местонахождении нет, что характерно для подобных анонимных сообществ.
Деятельность: от хакерских атак до наркорынка? 45squad приписывают участие в различных кибератаках, включая утечки данных и DDoS-кампании. Параллельно в даркнете циркулируют слухи о том, что группа контролирует или связана с одним из скрытых наркорынков, использующих криптовалюты для расчетов.
Однако подтверждённых доказательств этому нет — подобные заявления основываются преимущественно на анонимных форумах и могут быть частью информационной войны или маркетинга в криминальной среде.
Слухи о связях с государственными структурами Некоторые наблюдатели высказывают предположения, что 45squad может сотрудничать с российскими спецслужбами, в частности с ФСБ. В пользу этой версии приводят аргументы о том, что группировка действует достаточно открыто в русскоязычном сегменте интернета, а также периодически заявляет о «благотворительных акциях» (например, помощь детским домам или участникам СВО).
1. FF # 45squad # Tasake//45 # banan # pupsik ueban #koder #qq #xx #civil//45 #ebaka//45